# Alice Seeley Harris
Alice Seeley Harris, née le 24 mai 1870 à Malmesbury et morte le 24 novembre 1970 à Guildford, est une missionnaire baptiste et photographe britannique. Elle est une des premières à avoir utilisé un appareil photo pour lutter en faveur des droits humains, dénonçant ainsi les atrocités commises au Congo, sous l'autorité du roi de Belgique Léopold II. Une des toutes premières lanceuses d'alerte de l'histoire contemporaine, utilisant la force des images.

## Biographie
Née en 1870 à Malmesbury, une petite ville du Wiltshire, dans le sud-ouest de l'Angleterre, Alice Seeley rentre à 19 ans dans la fonction publique britannique. Mais elle utilise son temps libre pour se préparer à devenir missionnaire en étudiant dans un centre de formation de la RBMU, la Regions Beyond Missionary Union (en), une société de missionnaires protestants.
Elle rencontre son futur mari en 1894. Elle est missionnaire en 1897 et l'épouse juste avant qu'ils partent ensemble s'installer dans ce qui est appelé l'État indépendant du Congo, en mai 1898. Le couple est affecté dans le nord-ouest de ce pays. Pendant son séjour, elle enseigne aux enfants en tant qu’institutrice, mais elle développe surtout une activité de photographe afin de documenter les mutilations que les agents et les soldats du roi Léopold II de Belgique infligent aux Congolais. Le souverain belge, en effet, exploite alors la population locale à la récolte de l’hévéa, afin de profiter de la demande croissante en caoutchouc à la suite de l’invention des pneumatiques par John Boyd Dunlop à Belfast en 1887. Les méthodes de coercition employées par les Belges comprennent le fouet, la prise d’otages, le viol, l’assassinat, l’incendie de cultures et de villages entiers,.

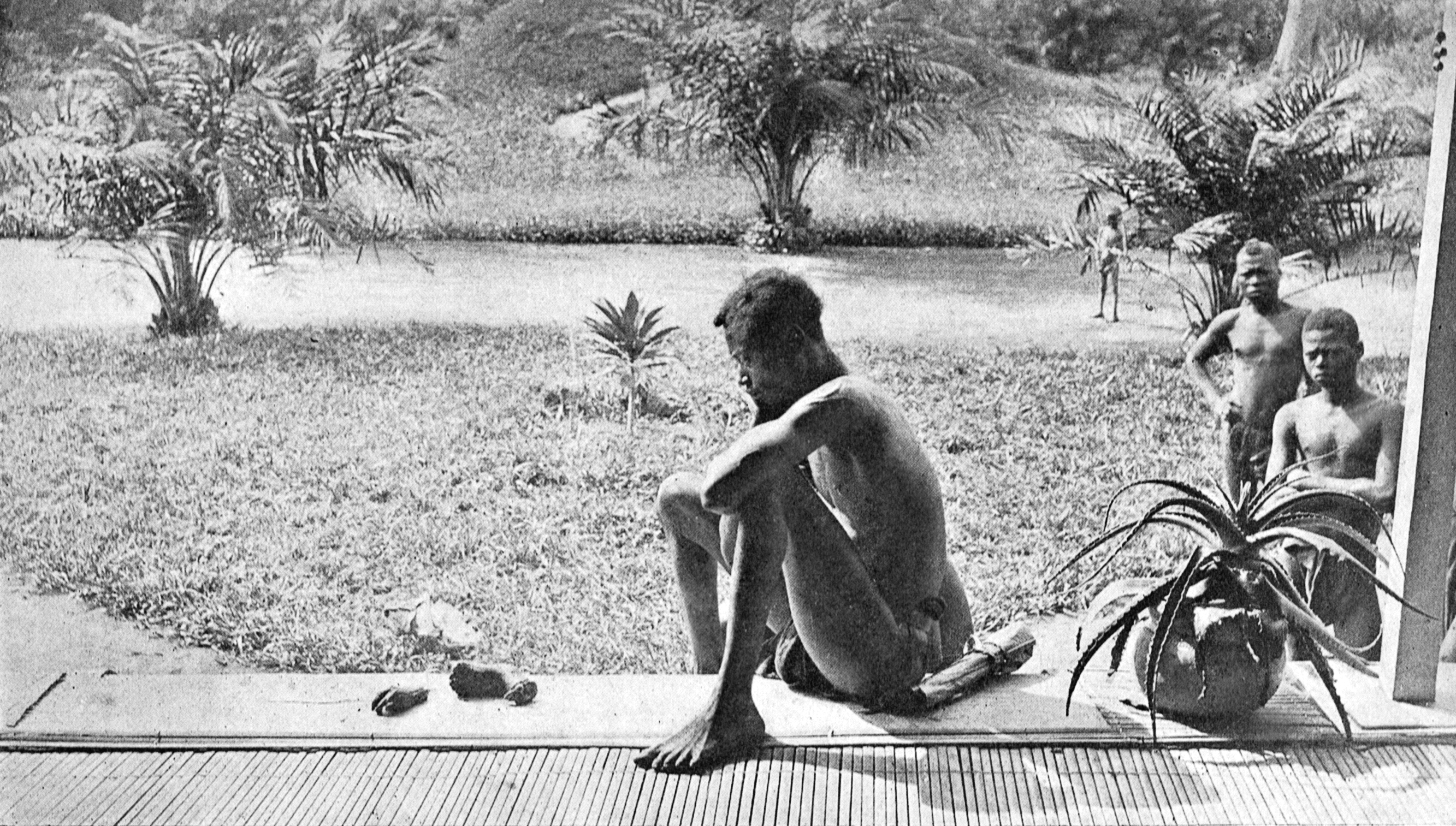
Nsala de Wala dans le district de Nsongo (1904).

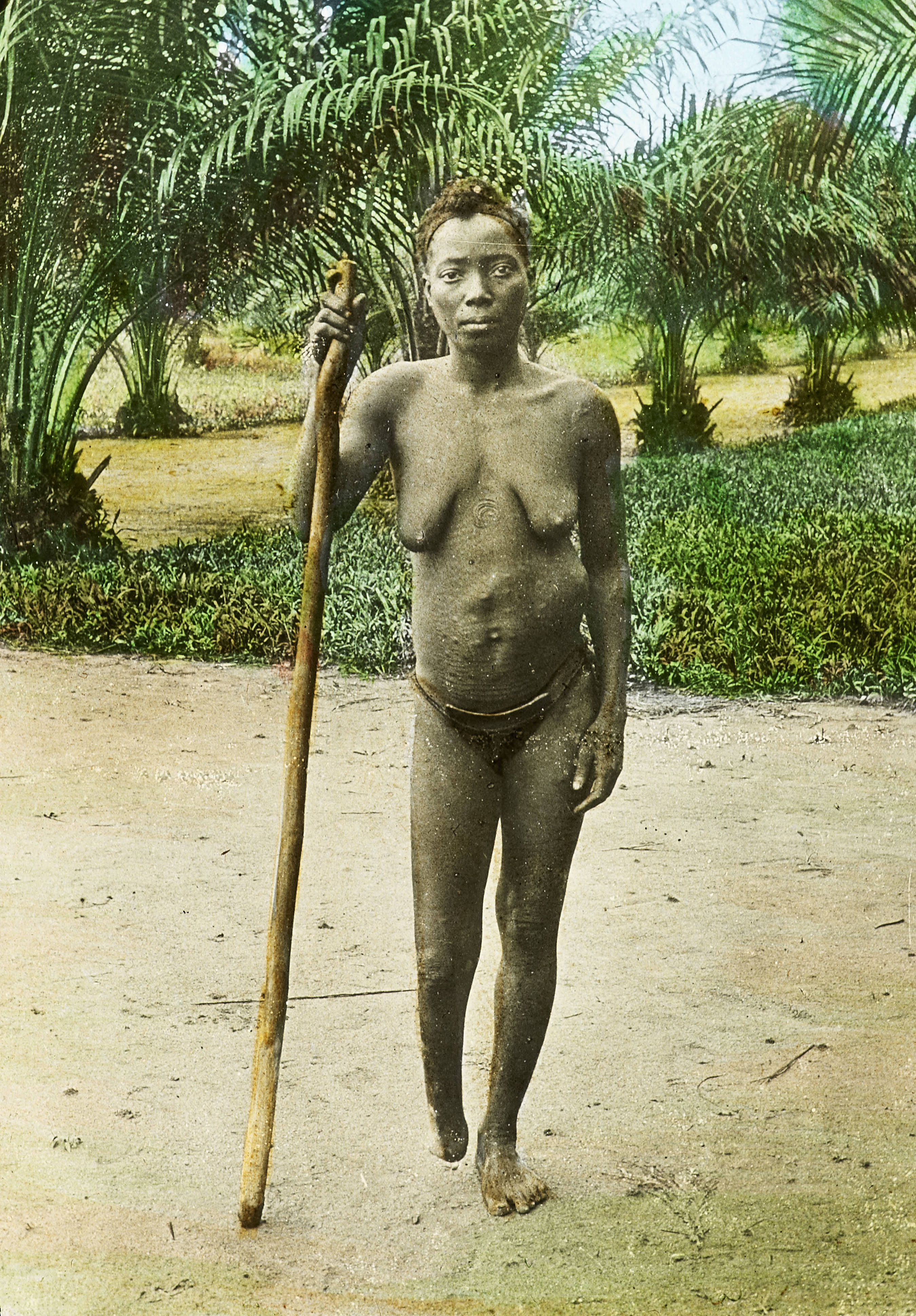
Femme victime (vers 1900-1915).

L'une de ses photographies les plus connues et les plus impressionnantes est celle des mains coupées de Nsala dans le district de Nsongo, prise en 1904. Deux hommes du village de Wala, qui avait été attaqué par des gardes de la compagnie ABIR (Anglo-Belgian India Rubber Company), étaient arrivés à la mission où vivaient Alice et son mari. L’un d’eux, Nsala, tenait à la main un petit paquet de feuilles qui enveloppaient les mains et les pieds coupés de sa fille et de son épouse, mutilées et tuées par les gardes de l’ABIR. Horrifiée, Alice avait photographié l’homme assis devant ces restes sur la véranda des Harris. 
Ses photographies sont publiées dans le magazine de la mission protestante, puis plus largement dans la presse. Elles contribuent à mettre en lumière les violations des droits de l'homme dans l'État indépendant du Congo sous le régime du roi Léopold II. En début d'année 1906, Alice Seeley Harris et son mari entament une tournée de conférences au Royaume-Uni et aux États-Unis, projetant les images réalisées à la lanterne magique pour leurs auditoires, secouant les opinions et remettant en cause les idées sur les bienfaits de la colonisation,. 
Elle meurt, centenaire en novembre 1970 à Guildford. Son mari, John Harris, est mort trente ans plus tôt.